# أنس سرغات
أنس سرغات (مواليد 1 نوفمبر 1996) هو لاعب كرة قدم مغربي يلعب في مركز خط الوسط في نادي الوداد الرياضي.

## مسيرته الرياضية
في 5 نوفمبر 2023، سجل سرغات هدفه الأول في الدوري الأفريقي لكرة القدم في مباراة الذهاب في نهائي الدوري الأفريقي لكرة القدم 2023 ضد ماميلودي صن داونز محققًا الفوز 2-1.